# Quinteto con piano n.° 2 (Dvořák)

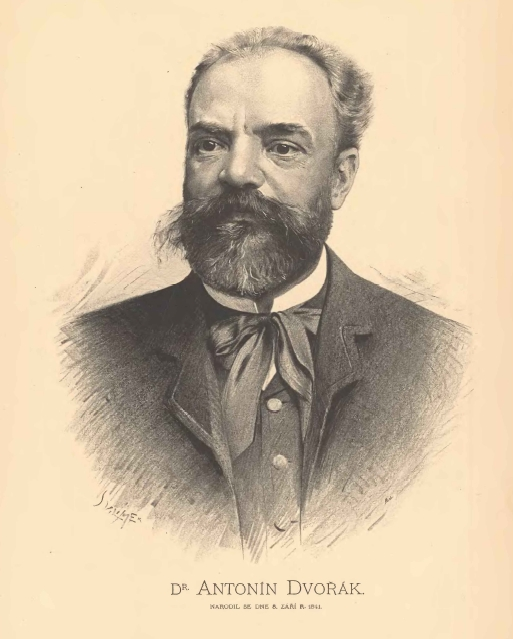
Jan Vilímek - Antonín Dvořák (1889)

El Quinteto para piano núm. 2 en La mayor op. 81, B. 155, de Antonín Dvořák. es un quinteto para piano, 2 violines, viola y violonchelo. Fue compuesto entre el 18 de agosto y el 8 de octubre de 1887 y se estrenó en Praga el 6 de enero de 1888. El quinteto es reconocido como una de las obras maestras de esta forma, junto con los de Schumann, Brahms y Shostakovich.

## Trasfondo
La obra fue compuesta como resultado del intento del compositor de revisar una obra anterior, el primer Quinteto para piano en la mayor, op. 5. Dvořák no estaba satisfecho de quinteto y destruyó el manuscrito poco después de su estreno. Dvořák quería revisarlo para su publicación, pero posteriormente decidió componer uno nuevo. El nuevo quinteto es una mezcla de la forma personal de lirismo expresivo de Dvořák con elementos de la música folclórica checa. Característicamente, esos elementos incluyen estilos y formas de canto y danza, pero no melodías folclóricas reales. Dvořák creó melodías originales en el auténtico estilo folklórico.

## Estructura
La obra tiene cuatro movimientos. La obra tiene una duración aproximada de 40 minutos.
- Allegro ma non tanto
- Dumka. Andante con moto
- Scherzo (Furiant). Molto vivace
- Finale. Allegro

### 1. Allegro ma non tanto
El primer movimiento se abre tranquilamente con un tema lírico del violonchelo sobre acompañamiento de piano al que sigue una serie de elaboradas transformaciones. La viola introduce el segundo tema, que es otra melodía lírica, pero mucho más sencilla que la majestuosa melodía del violonchelo. Ambos temas son desarrollados extensamente por el primer y el segundo violín y el movimiento se cierra con una recapitulación libre y una coda exuberante.

### 2. Dumka. Andante con moto
El segundo movimiento lleva el título Dumka, que es una forma que Dvořák utilizó en su famoso Trío con piano n.º 4, Dumky. Presenta un tema melancólico en el piano separado por interludios rápidos y alegres. Sigue un patrón de rondó de siete partes, ABACABA, donde A, en fa ♯ menor, es un estribillo elegíaco lento en piano con variaciones, B es una brillante sección en re mayor en los violines y C es una sección rápida y vigorosa derivada del estribillo de apertura. Cada vez que la sección Dumka (A) regresa, su textura se enriquece.

### 3. Scherzo (Furiant). Molto vivace
El tercer movimiento está marcado como Furiant, que es una danza folclórica bohemia rápida. El violonchelo y la viola alternan un pizzicato rítmico debajo de la melodía principal del primer violín. La sección del trío, la más lenta del Scherzo también se deriva del tema furioso, con el piano y el violín alternando entre las melodías principales. Vuelve la rápida danza folclórica bohemia y el movimiento termina agresivamente, preparándose para la polka en el último movimiento.

### 4 Finale. Allegro
El Finale es alegre y animado. El segundo violín lleva el tema a una fuga en la sección de desarrollo. En la coda, Dvořák indica tranquillo para una sección coral, que presenta el tema del movimiento esta vez en aumento y tocado en pianissimo, antes de que el ritmo se acelere con un accelerando, y el quinteto se apresure hacia el final.